# Atolón Alif Alif
Alif Alif o Atolón Ari Norte es un atolón de las Maldivas, está ubicado entre las latitudes 4° 27' N y 3° 55' N. 
Incluye tres atolones naturales: Thoddo, Rasdhoo y la parte septentrional del atolón Ari.